# نیروی دریایی لبنان
نیروی دریایی لبنان (عربی: القوات البحرية اللبنانية) نیروی دریایی زیرمجموعه نیروهای مسلح لبنان است، که در سال ۱۹۵۰ تأسیس شد.